# 速吸 (給油艦)
速吸（はやすい/はやすひ）は、大日本帝国海軍の給油艦。書類上は風早型運送艦の2番艦。艦名は海峡・水道に由来する。速吸瀬戸は豊予水道(瀬戸内海南西口となる四国佐田岬、九州佐賀関半島関崎間)の雅称。
給油艦にカタパルトと小規模飛行甲板を装備した補助空母というべき艦艇だったが、航空機艤装を実戦で活用する機会はなかった。1944年（昭和19年）4月下旬に竣工。6月中旬のマリアナ沖海戦直前に小沢機動部隊の補給部隊に合流、同海戦に参加した。一度内地に帰投したあと、8月中旬のヒ71船団に所属して南方へ進出中、米潜水艦の雷撃を受けて空母「大鷹」等と共に撃沈された。

## 概要
仮称艦名「第306号艦」。本来は風早型給油艦の1隻として艦隊随伴型の給油艦で竣工する予定だったが、対潜哨戒用の水上機運用の要求により、艦型が大幅に変更された。更にミッドウェー海戦で主力空母4隻を失ったことを機に、当時開発中であった流星を射出機で発進させる給油艦に計画変更、計画番号はV9乙(またはJ33)とされた。水上攻撃機瑞雲も搭載可能だったとみられる。しかし攻撃機（流星、瑞雲）を実戦（マリアナ沖海戦）で運用する機会はなかった。速吸沈没時の写真には、カタパルトに零式水上偵察機らしき機影が写っている。
着艦能力は持たない為、射出機で発進させた艦載機は任務完了後は不時着水して搭乗員のみを自艦か僚艦に救護するか、味方の航空母艦に着艦するか、味方飛行場に代替着陸して帰港後に再度艦載される事となる。このような航空運用を行う艦船としてはイギリス海軍のCAMシップの例もあるが、「速吸」は本来艦隊運用を前提とした海軍所属の給油艦を改装したものである点で、民間所属船に軍用機を運用させ船団護衛に当たらせるCAMシップとは運用思想が異なっている。イギリス海軍の分類上は、こうした軍艦を改装し発進能力のみを持たせた艦艇は戦闘カタパルト艦とされている。
速吸や鷹野型はこのような形態であっても補助空母として「空母の補助兵力」に位置づけられている。この点で、輸送船団を護衛する目的で改装され、あくまで護衛空母が登場するまでのつなぎ役の一つであった戦闘カタパルト艦とも位置付けが異なっている。

## 艦型
航空機搭載のため、「速吸」は「風早」とは大きく違った艦型となった。
船体は中央の船橋楼甲板が無い2島型で、船首楼甲板を延長してその後端に軍艦型の艦橋と三脚式の前部マストを置いた。中央は上甲板上の高さ約5mの位置に幅21.5mに渡って甲板を設置し、甲板上に軌条とターンテーブルを設け、航空機6機と補用機1機を搭載した。その右舷前端にはカタパルト1基を設けたが、上端の高さを甲板の高さと一致させて運用を容易にした。
船体中央部が主に重油タンクとされたが、船艙区画最後部には空母と同じ構造の全溶接の軽質油(ガソリン)タンクが設置され、その後方は自艦用の重油タンクとした。後部マストは2本とし5トンデリックがそれぞれに設けられ、航空機搭載用と横曳き給油用の兼用とされた。また給油設備として蛇管通路が左舷寄りに前後に全通して設けられた。
補給用の糧食庫や弾薬庫などは船首楼の下部に設けられ、甲板上には3m角の小型の艙口を縦に2個設け、取り扱いのためのゴールポストと3トンデリック2基が艦橋前に設置された。船体後部は通常のタンカーと同様に船尾楼甲板が設けられ、機関室などが設置された。
対空兵装は「風早」より強化され、高角砲は12.7cm連装砲を艦の前後にそれぞれ1基ずつ置いた。機銃は25mm3連装機銃を艦橋両側に1基ずつ置き、艦尾楼の煙突直後にフラットを設けて連装機銃1基を置いた。また艦側の要求により竣工後に25mm3連装機銃を後部マスト前方の上甲板上に左右舷それぞれ1基、煙突付近の上部構造物上に左右それぞれ1基の計4基、その他単装機銃を若干(約8挺から12挺)増備したとされる。電探と水測兵器も装備していた。
改マル五計画で建造予定だった鷹野型給油艦では搭載機を倍の14機とする計画だったが、戦況の悪化で建造は取り止めとなった。

## 艦歴
1943年（昭和18年）7月31日、「速吸」と命名。
1944年（昭和19年）4月10日、日本海軍は杉浦経三郎大佐（当時、航空戦艦「日向」副長）を速吸艤装員長に任命した。4月24日、竣工。杉浦艤装員長は正式に「速吸」特務艦長となり、速吸は佐世保鎮守府籍に編入される。中部太平洋方面艦隊付属。次いで連合艦隊付属となる。瀬戸内海で訓練を行ったあと、特設運送船（給油）「日栄丸」（日東汽船、10,020トン）とともにヒ船団に加入してタラカン島経由でバリクパパンに向かうよう命じられた。しかしその矢先の5月5日、「速吸」は「伊号第一五五潜水艦（伊155）」と衝突した。衝突事故と修理のため、「速吸」の出撃は遅れた。5月15日、小沢機動部隊は作戦方針と軍隊区分を定め、「速吸」は第二補給部隊に所属した。ただし補給部隊の編成はしばしば変更されており、当初の部隊編成とは乖離が生じている。
6月上旬の出撃時、「速吸」は零式水上偵察機3機を搭載した。駆逐艦「初霜」と共に6月6日に内地を出撃、南方にむかう。6月11日、「速吸」、「初霜」と駆逐艦「栂」はフィリピン南部のミンダナオ島ダバオに到着する。
6月13日、サイパン島への艦砲射撃が開始されて戦局が急展開し、あ号作戦が発動される。小沢治三郎中将率いる第一機動艦隊はマリアナ沖を目指して進撃を開始し、機動部隊補給部隊はこれに呼応して指定された配備点に向かった。「速吸」も駆逐艦に護衛されて会合点に急行した。6月18日7時00に速吸船団（「速吸」、「初霜」、「夕凪」、「栂」）が第一補給部隊と合流した。すると、「速吸」艦長は第一補給部隊の指揮を執ることを宣言した。「速吸」の第一補給部隊編入に関する命令は出ていなかった。同日午後3時、パラオからマニラに向かう途中の軽巡洋艦「名取」が補給船団に合流する。「名取」合同後は、久保田智大佐（「名取」艦長）が補給部隊の指揮をとった。6月19日5時15分、「名取」は補給部隊と別れてマニラへ向かった。
6月19日、小沢機動部隊の航空攻撃は大失敗に終わり、主力空母「大鳳」と「翔鶴」もアメリカ潜水艦の雷撃で撃沈された。6月20日午前7時、機動部隊各隊は燃料補給のため「速吸」以下補給部隊と合同し、昼前には各艦に補給を開始する。13時頃、アメリカ軍機動部隊発見の報告があり、前衛（第二艦隊）・本隊（機動部隊）・補給部隊の順番で西方退避が始まった。
同日夕刻、退却を続ける補給部隊は、アメリカ第58任務部隊（マーク・ミッチャー中将）の艦載機約40機の空襲を受ける。補給部隊は、油槽船（「速吸」、「日栄丸」、「国洋丸」、「清洋丸」、「玄洋丸」、「あづさ丸」）と護衛艦（「響」、「初霜」、「夕凪」、「栂」、「雪風」、「卯月」）という編成だった。空母「ワスプ」のSB2Cが補給部隊を襲撃した。「速吸」は、至近弾2発と直撃弾1発を受けた。艦橋直後に被弾して火災が発生し、搭載の航空機も炎上して死傷者13名を出した。「速吸」は『戦闘航海ニ支障ナシ』を報告し、士気の高さを示したという。記録では「少被害、戦闘航海ニ支障ナシ」であった。この日の対空戦闘で補給部隊では「清洋丸」と「玄洋丸」が被弾して炎上、「清洋丸」は駆逐艦「雪風」に、「玄洋丸」は駆逐艦「卯月」に、それぞれ処分された。
補給部隊は6月23日から24日かけて、ギマラスもしくは対岸のバコロドに帰投した。同日、護衛部隊（「初霜」、「雪風」、「卯月」、「栂」、「響」）もギマラスに到着した（「響」のみ24日着）。一部の資料では、「速吸」は海戦直後に第一・第二補給部隊と分離し単独で内地へ帰投、6月24日呉に帰投したという。また7月5日に呉を出航したとされる。
6月26日10時、「速吸」は補給部隊から分離する。「速吸」および駆逐艦「響」、「夕凪」は、座礁した「雪風」を救助した。「雪風」はギマラスから内地へ単艦で帰投した。他の補給部隊（「初霜」、「卯月」、「満珠」、「海防艦22号」、「日栄丸」、「国洋丸」、「あづさ丸」、「良栄丸」、「興川丸」）も、同地から内地にむかった。「速吸」はマニラに回航された。7月10日、「速吸」は特設運送艦「旭東丸」（飯野海運、10,051トン）とともに駆逐艦「藤波」、「夕凪」、「響」に護衛されてマニラを出港。サンベルナルジノ海峡および紀淡海峡経由で7月17日に呉に帰投した。呉海軍工廠で損傷修理が行われた。
8月1日付で連合艦隊付属に復帰し、修理完了後は「旭東丸」、特設運送船（給油）「あづさ丸」（石原汽船、10,022トン）、「夕凪」とともに「速吸船団｣を構成して、ヒ71船団に加わって石油輸送のため南方に向かうよう命じられる。このうち、「旭東丸」と「藤波」はリンガ泊地進出を命じられていた。ヒ71船団の指揮官は第六護衛船団司令官梶岡定道少将であった。ヒ71船団はフィリピン防衛に加勢する第二十六師団（司令官山県栗花生中将）を乗せた輸送船や、南方へ石油を積み込みにいくタンカー、給糧艦「伊良湖」など計20隻で構成され、空母を含む護衛艦部隊が同行する。護衛部隊の編成は、空母「大鷹」、駆逐艦「夕凪」、「藤波」、海防艦（平戸、倉橋、御蔵、昭南、第11号）で、船団指揮官梶岡少将は「平戸」に将旗を掲げた。
8月8日、門司出港。8月10日朝、ヒ71船団は伊万里湾を出航する。しかし、出航後から悪天候に悩まされ8月15日に馬公に入港して天候の回復を待つ事とした。加入船の顔ぶれを少し改め、新たに第三掃討小隊（佐渡、松輪、日振、択捉）と駆逐艦「朝風」を加えて、8月17日朝に出港した。8月18日昼間には最も危険とみなされたバシー海峡を通過し、同日夜ルソン島沿岸に接近して航行する。しかし、油槽船「永洋丸」がアメリカ潜水艦「ラッシャー」の雷撃で大破、落伍した。「永洋丸」は「夕凪」と共に高雄市（台湾）へ退避した。日中の襲撃はなかったが、ラオアグ近海に到達した22時20-30分頃、「大鷹」に「ラッシャー」が発射した魚雷2本が命中し、「大鷹」は爆沈した。「大鷹」の沈没と再び襲ってきた悪天候で船団は大混乱に陥り、輸送船およびタンカーは単独かつ全速力をもって各々避退行動に移ることとなった。
日付が8月19日に変わると、状況もますますひどくなっていった。2時25分（日本側記録3時20分）、アメリカ潜水艦「ブルーフィッシュ」 は北緯17度34分 東経119度24分 / 北緯17.567度 東経119.400度のビガン沖で図南丸クラスと思しきとても大きな目標、すなわち「速吸」と二番目の目標であるタンカーを観測し、「速吸」に対して魚雷を4本発射した。そのうちの2本が命中し、二番目に観測した目標への攻撃に傾注した後、7時18分頃に北緯17度35分05秒 東経119度38分05秒 / 北緯17.58472度 東経119.63472度の地点で航行を停止した「速吸」に対して魚雷を3本発射。すべて命中してこれが止めとなった。この際、「ブルーフィッシュ」は沈み行く「速吸」の写真を潜望鏡越しに撮影したが、これが現在までのところ、「速吸」唯一の写真となっている。ヒ71船団は潜水艦「ラッシャー」、「ブルーフィッシュ」、「スペードフィッシュ」の襲撃によりマニラ到着までに合計5隻（大鷹、速吸、玉津丸、帝洋丸、帝亜丸）を喪失、2隻損傷（阿波丸、能代丸）、護衛部隊も3隻（佐渡、松輪、日振）を喪失。便乗将兵推定7000名が戦死し、救助された3000名も兵器装備品を喪失して戦闘力を失ってしまった。
10月10日、「速吸」は運送艦、帝国特務艦籍から除籍された。

## 艦長
艤装員長

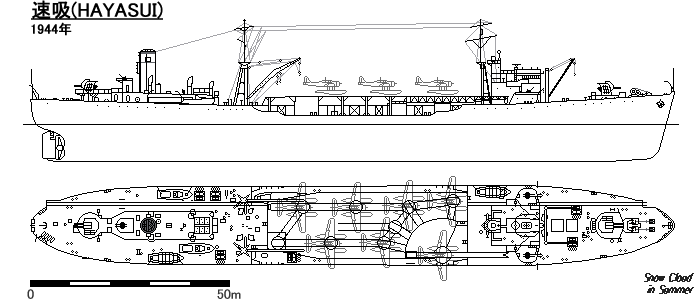
給油艦「速吸」艦型図

- 杉浦経三郎 大佐：1944年4月10日[42] - 4月24日[120]

特務艦長
- 杉浦経三郎 大佐：1944年4月24日[44] - 8月19日戦死[120]